# Andrej Kravčuk
Andrej Kravčuk (in russo Андрей Юрьевич Кравчук?; Leningrado, 13 aprile 1962) è un regista e sceneggiatore russo.

## Biografia
Kravčuk aveva quasi completato la sua tesi in matematica quando incontrò i registi Aleksej German e Vladimir Vengerov che gli trovarono lavoro come assistente alla regia nel film We Are Going to America di Yefim Gribov nel 1992. Alla fine delle riprese, Kravchuk decide di lasciare l'università e diventare regista, e viene ammesso all'istituto di cinema e televisione di St.Pietroburgo. .Tra il 1992 e 2001, scrive e dirige i film Indonesiia – lubov’ moja (Indonesia, My Love), Otbleski i Teni (Reflections and Shadows), Večer i Utro (Evening and Morning) and Roždestvenskaja Misterija (The Christmas Miracle); the documentaries Deti v Strane Reform (Children in the Country of Reforms), Tamožnja (Customs) and Marlen Shpindler; and episodes of the television series Ulica razbitych fonarej (Streets of Broken Streetlights) and the television miniseries Agent Nacional’noj Bezopasnosti (Agent of National Security). Nel 2002, dirige il film Čërnyj Voron (Black Raven) e il documentario Semën Aranovič: Poslednij Kadr (Semyon Aranovich: The Final Shot).
Nel 2005, dirige il film The Italian (Italyanets) che viene accolto molte bene dalla critica.

Nel 2016, dirige il film Viking.

## Vita privata
Il padre di Kravčuk era ingegnere navale e la madre medico, è sposato e ha due figli.

## Filmografia
Regista
- The Christmas Miracle (Roždestvenskaha misterija) (2000)
- The Italian (Ital'janec) (2005)
- Admiral" (2008)
- Viking (2016)

Televisione
- Streets of Broken Lights (Ulicy razbitych fonarej) (1999)
- Agent nacional'noj bezopasnosti (2001)
- Čërnyj voron (2002)
- Gospoda oficery (2004)
- Admiral (2009)